# Gallus (rod)
Gallus (česky kur, toto jméno se však používá pro vícero rodů) je rod bažantovitých ptáků, který zahrnuje 4 zástupce, kteří se přirozeně vyskytují v jižní a jihovýchodní Asii. Rod je významný tím, že z něj odvozuje svůj původ i kur domácí, lidově známý jako slepice. Všichni zástupci tohoto rodu se vyznačují výrazným pohlavním dimorfismem; kohouti mívají pestré opeření s výraznými laloky na hlavě a na hrdle. Samice jsou menší a jejich opeření je převážně hnědé.

## Systematika a rozšíření
Kladogram zachycující vztahy v rámci rodu Gallus

|  | \| \| kur Sonneratův – Gallus sonneratii \| \| \| \| \| \| kur srílanský – Gallus lafayettii \| \| \| \| |
|  | |
|  | kur bankivský – Gallus gallus                                                                            |
|  | |
|  | kur Sonneratův – Gallus sonneratii                                                                       |
|  | |
|  | kur srílanský – Gallus lafayettii                                                                        |
|  | |

|  | kur Sonneratův – Gallus sonneratii |
|  |                                    |
|  | kur srílanský – Gallus lafayettii  |
|  |                                    |

|  | \| \| kur Sonneratův – Gallus sonneratii \| \| \| \| \| \| kur srílanský – Gallus lafayettii \| \| \| \| |
|  | |
|  | kur bankivský – Gallus gallus                                                                            |
|  | |
|  | kur Sonneratův – Gallus sonneratii                                                                       |
|  | |
|  | kur srílanský – Gallus lafayettii                                                                        |
|  | |

|  | kur Sonneratův – Gallus sonneratii |
|  |                                    |
|  | kur srílanský – Gallus lafayettii  |
|  |                                    |

Rod Gallus byl formálně vytyčen v roce 1760 v publikaci Ornithologie francouzského přírodovědce Mathurina Jacquese Brissona. Za typový druh rodu se považuje kur bankivský (Gallus gallus). Rod Gallus se sice již objevil v roce 1748 v 6. vydání Linného Systema Naturae, nicméně v 10. vydání tohoto díla z roku 1758 jej Linné vypustil. Právě 10. vydání se považuje za počátek formálního zoologického názvosloví, takže za autoritu rodu považuje Brisson.
Fylogenetické vztahy zástupců rodu Gallus byly předmětem několika genetických studií. Tento rod je v zájmu vědců hlavně proto, že z něj svůj původ odvozuje kur domácí, jehož přímým předkem je kur bankivský. Moderní studie DNA však ukazují, že i kur Sonneratův přispěl do genofondu kura domácího, který od kura Sonneratova zdědil mj. žluté zbarvení kůže. Za bazálního představitele rodu se považuje kur zelený, který se z rodu vydělil někdy před ~5,7 miliony let (mya), následovalo oddělení kura bankivského někdy v době kolem ~3 mya, a nakonec nastalo vydělení linie na kura Sonneratova a kura srílanského, k čemuž došlo před ~1,8 miliony lety. Domestikace kura domácího nastala někdy kolem roku 6000 př. n. l.

## Seznam druhů
Rod Gallus zahrnuje následující 4 druhy:
| Samec | Samice | Vědecké jméno     | Běžné jméno    | Rozšíření                                                                   |
| ----- | ------ | ----------------- | -------------- | --------------------------------------------------------------------------- |
|       |        | Gallus gallus     | Kur bankivský  | Indie, Pákistán, jižní Čína, Indočína, Singapur, Filipíny, Indonésie        |
|       |        | Gallus lafayettii | Kur srílanský  | Šrí Lanka                                                                   |
|       |        | Gallus sonneratii | Kur Sonneratův | Střední a jihozápadní Indie                                                 |
|       |        | Gallus varius     | Kur zelený     | Jáva, Bali, Lombok, Komodo, Flores, Rinca a některé menší indonéské ostrovy |